# Landesforsten Rheinland-Pfalz
Landesforsten Rheinland-Pfalz ist seit 2005 die Bezeichnung für die Landesforstverwaltung von Rheinland-Pfalz in Deutschland.
Der Aufbau der Verwaltung ist dreistufig:
- Forstabteilung des Ministeriums für Umwelt, Landwirtschaft, Ernährung, Weinbau und Forsten in Mainz
- Zentralstelle der Forstverwaltung (ZdF) in Neustadt an der Weinstraße
- 44 Forstämter, denen Forstreviere und weitere Servicestellen zugeordnet sind (Stand 2020)

## Forstämter
1. Forstamt Adenau
2. Forstamt Ahrweiler
3. Forstamt Altenkirchen (Westerwald)
4. Forstamt Annweiler am Trifels
5. Forstamt Bad Dürkheim
6. Forstamt Bad Sobernheim, Felkestraße
7. Forstamt Bienwald in Kandel (Pfalz)
8. Forstamt Birkenfeld
9. Forstamt Bitburg
10. Forstamt Boppard
11. Forstamt Cochem
12. Forstamt Daun
13. Forstamt Dierdorf
14. Forstamt Donnersberg in Kirchheimbolanden
15. Forstamt Gerolstein
16. Forstamt Haardt in Landau in der Pfalz
17. Forstamt Hachenburg
18. Forstamt Hillesheim
19. Forstamt Hinterweidenthal
20. Forstamt Hochwald in Dhronecken
21. Forstamt Idarwald in Rhaunen
22. Forstamt Johanniskreuz in Trippstadt
23. Forstamt Kaiserslautern
24. Forstamt Kastellaun
25. Forstamt Koblenz
26. Forstamt Kusel
27. Forstamt Lahnstein
28. Forstamt Nastätten
29. Forstamt Neuerburg
30. Forstamt Neuhäusel
31. Forstamt Otterberg
32. Forstamt Pfälzer Rheinauen in Bellheim
33. Forstamt Prüm
34. Forstamt Rennerod
35. Forstamt Rheinhessen in Alzey
36. Forstamt Saarburg
37. Forstamt Simmern/Hunsrück
38. Forstamt Soonwald in Bad Sobernheim, Ortsteil Entenpfuhl
39. Forstamt Traben-Trarbach
40. Forstamt Trier, Forsthaus in der Quint
41. Forstamt Wasgau in Dahn
42. Forstamt Westrich in Pirmasens
43. Forstamt Wittlich
44. Forstamt Zell (Mosel)